# Anatolij Novikov
Anatolij Novikov, (17. ledna 1947, Malcevka, Kurská oblast – 19. ledna 2022) byl sovětský zápasník – judista a sambista ruské národnosti, bronzový olympijský medailista v judu z roku 1972.

## Sportovní kariéra
Pochází z malé ruské vesnice Malcevka na rusko-ukrajinském pohraničí. S bojovými sporty se seznámil jako student vysoké školy v Charkově. Začínal se sambem a během několika let slavil první úspěchy na domácím mistrovství. Potom co v roce 1970 vyhrál mistrovství Sovětské svazu v sambu dostal od roku 1971 příležitost reprezentovat v příbuzném sportu judu. V roce 1972 si vybojoval v těžké domácí konkurenci účast na olympijských hrách v Mnichově, kde nakonec bral bronzovou olympijskou medaili. V sovětské reprezentaci se naposledy objevil v roce 1974. Po skončení sportovní kariéry se věnoval trenérské a tělovýchovné práci v Charkově. Všechny jeho sportovní úspěchy se počítají do ukrajinských statistik.

## Výsledky
| Turnaj             | 1971       | 1972       | 1973       |
| Turnaj             | 24         | 25         | 26         |
| Turnaj             | lehká váha | lehká váha | lehká váha |
| ------------------ | ---------- | ---------- | ---------- |
| Olympijské hry     |            | 3.         |            |
| Mistrovství světa  | 7.         |            | 3.         |
| Mistrovství Evropy | ?          | 2.         | ?          |